# 横山時兼
横山 時兼（よこやま ときかね、仁平3年（1153年） - 建暦3年5月4日（1213年5月25日））は、平安時代末期、鎌倉時代前期の横山氏の武将。横山氏は元は小野姓だったため、小野 時兼とも言う。

## 略歴
武蔵国多摩郡（現東京都八王子市）横山荘を中心に、勢力を持っていた武蔵七党のひとつ横山党の嫡男として生まれる。父は時広。
石橋山の戦いの頃から源頼朝に仕えていた。寿永元年（1182年）8月、頼朝の嫡男（後の頼家）の誕生を祝して梶原景時や畠山重忠と共に御護刀を頼朝に献上した有力御家人七名に名を連ねており、『吾妻鏡』ではこの記述が時兼の初見である。その後も奥州合戦や頼朝の上洛につき従うなど、有力御家人の一人としての待遇を受けた。父の後を受け、正治2年（1200年）より淡路国の守護となる。叔母が鎌倉幕府侍所別当の和田義盛の妻であり、時兼の妹が義盛の長男常盛の妻であった。このように和田氏とつながりが深かったため、建暦3年（1213年）に義盛と執権北条義時との対立によって起こった和田合戦では、和田氏側に荷担した。
乱は将軍源実朝を擁する義時側の勝利に終わり、時兼は和田常盛や甲斐国都留郡の武士古郡氏とともに都留郡波加利荘へ落ち延びたが、その地で常盛ともども自殺して果てた。享年61。時兼の首は固瀬河辺に晒されたという。所領の横山荘も没収され、横山一族は凋落した。